# Vers le bonheur
Pour plus de détails, voir Fiche technique et Distribution.
Vers le bonheur (Erotikon) est un film suédois réalisé par Mauritz Stiller, sorti en 1920.
C'est l'adaptation de la pièce A kék róka  du dramaturge hongrois Ferenc Herczeg.

## Synopsis
Irène, une jolie bourgeoise qui aime son mari professeur d'entomologie, a deux amants, dont l'un est un ami de la famille. Quand le premier amant découvre sa liaison avec un second, Irène fuit le foyer conjugal et se réfugie chez sa mère. Le premier amant conseille alors au mari de provoquer le second amant en duel, afin d'obtenir réparation. La nièce du professeur fait alors en sorte que le duel n'ait pas lieu. Le premier amant se met ensuite en tête d'aller chercher Irène pour la ramener à son mari. Mais les choses se passent différemment : Irène renoue avec le premier amant, tandis que le mari se console avec la nièce, et tout ce petit monde finit par se téléphoner et par se souhaiter beaucoup de bonheur !

## Fiche technique
- Titre original : Erotikon
- Titre français : Vers le bonheur
- Réalisation : Mauritz Stiller
- Scénario : Gustaf Molander, Arthur Nordén et Mauritz Stiller d'après la pièce "Le Renard argenté" de Ferenc Herczeg
- Directeur de la photographie : Henrik Jaenzon
- Carina Ari est intervenu pour la chorégraphie d'un ballet oriental.
- Pays d'origine : Suède
- Format : Noir et blanc - 35 mm - 1,33:1
- Genre : comédie romantique
- Durée : 106 minutes
- Date de sortie :
  -  Suède : 8 novembre 1920

## Distribution
- Anders de Wahl : le professeur Léo Charpentier
- Tora Teje : Irène Charpentier, la femme du professeur Charpentier
- Karin Molander : Marthe, la nièce du professeur Charpentier
- Elin Lagergren : la mère d'Irène
- Lars Hanson : Preben Wells, le sculpteur
- Vilhelm Bryde : le baron Félix
- Bell Hedqvist : l'amie du baron
- Torsten Hammarén : le professeur Sidonius
- Vilhelm Berndtson : Jean
- Stina Berg : la servante
- John Lindlöf : l'ami de Preben
- Greta Lindgren : le modèle
- Carl Wallin : le marchand de fourrures
- Gucken Cederborg : la cuisinière